# Leonard Susskind
Leonard Susskind (* 1940) je profesorem teoretické fyziky na Stanfordově univerzitě a ředitelem Stanfordského institutu pro teoretickou fyziku. Mezi oblasti jeho výzkumu patří teorie strun, kvantová teorie pole, kvantová statistická mechanika a kvantová kosmologie. Je členem Národní akademie věd USA, a Americké akademie umění a věd, přidruženým členem fakulty Kanadského Perimeter Institute for Theoretical Physics a profesorem na Korea Institute for Advanced Study.
Susskind je všeobecně považován za jednoho z tvůrců teorie strun,; nezávisle na kolezích (Jóičiró Nambu a Holger Bech Nielsen) představil myšlenku, že částice mohou být ve skutečnosti stavy excitace relativistických strun. V roce 1995 podal rovněž přesnou interpretaci holografického principu na základě teorie strun a v roce 2003 jako první představil myšlenku krajiny teorie strun.
V roce 1998 získal Sakuraiovu cenu.

## Raný život a vzdělání
Leonard Susskind se narodil do židovské rodiny v Bronxu v New Yorku, později se usadil v Palo Alto v Kalifornii. Ve věku 16 let začal pracovat jako instalatér, řemeslo se naučil od svého otce, který onemocněl. Později se zapsal jako student inženýrství do City College of New York a v roce 1962 získal bakalářský titul ve fyzice. V rozhovoru pro Los Angeles Times připomněl Susskind okamžik, kdy projednával s otcem tuto změnu v kariéře: „Když jsem řekl tátovi, že bych chtěl být fyzikem, řekl: 'ne, nebudeš pracovat v obchodě s drogami.' Řekl jsem: "Ne. Ne lékárník." a prohlásil jsem, že budu dělat práci 'jako Einstein.' Bodl mě do hrudníku kusem instalatérské trubky. 'Nebudeš žádný inženýr,' řekl. 'budeš jako Einstein“. Poté studoval na Cornellově univerzitě pod vedením Petera A. Carrutherse, kde získal v roce 1965 doktorský titul. Byl dvakrát ženatý a má čtyři děti.

## Kariéra
Nejprve byl asistentem profesora fyziky, poté (v letech 1966–1970) profesorem na Yeshiva University. Následně odešel na rok na Telavivskou univerzitu (1971–1972) a potom se vrátil na Yeshiva University, kde se stal profesorem. V roce 1979 získal profesorské místo na Stanfordově univerzitě, kde působí dodnes.
V roce 1998 byl oceněn Sakuraiovou cenou za své „průkopnické příspěvky k hadronovým strunovým modelům, kalibračním teoriím, kvantové chromodynamice a dynamickému narušení symetrie“. Susskindova práce podle kolegů nese známky „brilantní fantazie a originálních teoretických studií o povaze elementárních částic a sil, které utvářejí fyzikální svět“.
V roce 2007 začal působit jako přidružený člen na fakultě Perimeter Institute for Theoretical Physics ve Waterloo v kanadském Ontariu. Byl zvolen do Národní akademie věd a Americké akademie umění a věd. Je také profesorem na Korea Institute for Advanced Study.

### Vědecká kariéra
Byl jedním z nejméně tří fyziků, kteří kolem roku 1970 nezávisle na sobě objevili poznatek, že Venezianův model dualní rezonance ze silné interakce by se dal popsat kvantově mechanickým modelem strun a byl prvním, kdo navrhl myšlenku krajiny teorie strun.
Susskind je rovněž autorem příspěvků v následujících oblastech fyziky:
- nezávislý objev modelu teorie strun částicové fyziky
- teorie uvěznění kvarků[16]
- vývoj Hamiltoniánské kalibrační teorie známé jako Kogutovy-Susskindovy fermiony.[17]
- teorie škálování narušení v hluboké neelastické elektroprodukci.
- teorie narušení symetrie, někdy známé jako „technicolor teorie“[18]
- druhá nezávislá teorie kosmologické baryogeneze[19] (Sacharovova práce byla první, ale na západě nebyla příliš známa)
- teorie strun entropie černých děr.[20]
- princip komplementarity černých děr.[21]
- holografický princip[22]
- M-teorie, včetně rozvoje maticového strunového modelu.[23]
- zavedení hranice holografické entropie ve fyzikální kosmologii.
- myšlenka antropické krajiny teorie strun.[10]

## Dílo
Susskind je autorem několika populárně vědeckých knih:

### The Cosmic Landscape
The Cosmic Landscape: String Theory and the Illusion of Intelligent Design je Susskindovou první populárně-vědeckou knihou. Vydalo ji 12. prosince 2005 nakladatelství Little, Brown and Company. Kniha je Susskindovým pokusem představit nápad antropickou krajinu teorie strun široké veřejnosti. V knize popisuje, jak byla krajina teorie strun téměř nevyhnutelným důsledkem několika faktorů, z nichž jedním byla Weinbergova předpověď kosmologické konstanty z roku 1987. Na otázku, zda existuje důvod, proč je náš vesmír vyladěn pro naši existenci, Susskind odpovídá, že Weinberg odhaduje, že kdyby byla kosmologická konstanta jen o trochu jiná, náš vesmír by přestal existovat.

### The Black Hole War
The Black Hole War: My Battle with Stephen Hawking to Make the World Safe for Quantum Mechanics, publikovaná nakladatelstvím Little, Brown and Company 7. července 2008, je Susskindova druhá vědecko-populární kniha. Jedná se o jeho patrně nejznámější knihu. Vysvětluje v ní svůj postoj k informačnímu paradoxu černých děr, tedy co se děje s informací, která „spadne“ do černé díry. Kniha vychází z diskuse, která začala v roce 1981, kdy došlo k setkání fyziků za účelem pokusu rozluštit některé ze záhad ve fyzice elementárních částic. Během této diskuse Stephen Hawking uvedl, že informace uvnitř černé díry je navždy ztracena. Trvalo 28 let než Susskind zformuloval teorii, která by dokázala, že se Hawking mýlil. Své teorie publikoval v této knize, která je zaměřena na laické čtenáře.
Kromě jiného píše: „skutečné nástroje pro pochopení kvantového vesmíru jsou nástroje abstraktní matematiky: nekonečně dimenzionální Hilbertův prostor, projekční operátory, unitární matice a mnoho dalších pokročilých principů, které se musíte učit několik let. Ale pojďme se podívat jak se můžeme pokusit pochopit vesmír na pár stránkách“.
Kniha vyšla i v českém překladu jako Válka o černé díry: Souboj se Stephenem Hawkingem o záchranu principů kvantové mechaniky. Knihu vydaly nakladatelství Argo a Dokořán v roce 2013 v rámci popularizační edice ZIP.

### Knižní sérieThe Theoretical Minimum
V roce 2016 je spoluautorem řady knih vycházejících z jeho přednášek The Theoretical Minimum. První z nich, The Theoretical Minimum: What You Need to Know to Start Doing Physics, byla publikována v roce 2013 a představuje moderní formulací klasické mechaniky.
Druhá kniha Quantum Mechanics: The Theoretical Minimum byla zveřejněna v únoru 2014. Další kniha by měla být zveřejněna v dohledné době a měla by se věnovat speciální teorii relativity.

## Přednášky

### PřednáškyThe Theoretical Minimum
Susskind realizuje v rámci kurzů Stanford Continuing Studies přednášky o moderní fyzice označované jako The Theoretical Minimum. Tyto přednášky později utvořily základ pro knihy se stejným názvem. Cílem kurzů je naučit základní (ale přesné a rigorózní) teoretické základy potřebné ke studiu některých oblastí fyziky. Přednášky zahrnují klasickou mechaniku, teorii relativity, kvantovou mechaniku, statistickou mechaniku a kosmologii včetně fyziky černých děr.
Tyto kurzy jsou k dispozici na webových stránkách The Theoretical Minimum, na iTunes a na YouTube. Kurzy jsou určeny pro studenty fyziky a matematiky a matematicky gramotnou veřejnost.. Susskind vysvětluje většinu z používané matematiky, která tvoří základ přednášek.

### Cornell Messenger Lectures
V přednáškové sérii Cornell Messenger Lectures vydal v roce 2014 tři přednášky The Birth of the Universe and the Origin of Laws of Physics, které jsou zveřejněny na webových stránkách Cornellovy univerzity.

### Smolinova–Susskindova debata
Smolinova-Susskindova debata odkazuje na řadu intenzivních diskuzí z roku 2004 mezi Lee Smolinem a Susskindem, v nichž Smolin argumentoval, že „antropický princip nemůže přinést žádné falsifikovatelné předpovědi a proto nemůže být součástí vědy“. Smolin publikoval 26. července 2004 článek „Vědecké alternativy k antropickému principu“ a žádal e-mailem Susskinda o komentář. Susskind neměl možnost si jeho práci přečíst a proto požádal o shrnutí argumentů. Smolin to udělal a 28. července 2004 Susskind reagoval tím, že prohlásil, že Smolinova logika „může vést k absurdním závěrům“. Následujícího dne Smolin odpověděl, že „pokud se velká skupina našich kolegů cítí pohodlně, když věří teorii, u níž nemůže být prokázáno že je neplatná, pak by pokrok vědy mohl uvíznout, což vede k situaci, v níž ovládnou naši pozornost falešné, ale nefalsifikovatelné teorie“. Následoval další dopis Susskinda, v němž udělal pár poznámek o Smolinově teorii „kosmického přirozeného výběru“. Smolinova-Susskindova debata nakonec skončila souhlasem obou s tím, že bude napsán poslední dopis, který bude zaslán na webové stránky edge.org s tím, že musí být splněny tři podmínky: (1) Každý napíše jen jeden dopis; (2) Ani jeden z autorů neuvidí předem dopis toho druhého; (3) Žádné změny po zveřejnění.

## Osobní život
Susskind byl blízkým přítelem Richarda Feynmana, přesto s ním nikdy nevydal vědeckou práci. Susskind vždy nazýval Feynmana jako „Dick“. A naopak Feynman na konferenci ve Francii označoval Susskinda jako „Leonardo“, protože si procvičoval svoji francouzštinu.
V roce 2016 se stal pradědečkem.